# Ward Pinkett

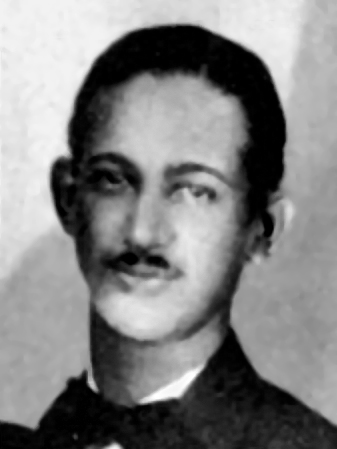
Ward Pinkett, 1933

Ward Pinkett (* 29. April 1906 in Newport News, Virginia; † 15. März 1937 in New York City) war ein US-amerikanischer Jazztrompeter.
Pinkett war der Sohn eines Amateur-Kornettisten und mit zehn Jahren Trompete zu spielen. Er gehörte der Schulband des Hampton Institute an und studierte später am New Haven Conservatory of Music. Seine Musikerkarriere begann er im White Brothers Orchestra in Washington, D.C.; anschließend zog er nach New York City. Dort spielte er in den Bands von Charlie Johnson, Willie Gant, Billy Fowler, Henri Saparo, Joe Steele und Charlie Skeete. Jelly Roll Morton beteiligte ihn zwischen 1928 und 1930 an Aufnahmen; zu hören sind Soli von ihm auf Strokin' Away und Low Gravy (aufgenommen am 14. Juli 1930). Er arbeitete Anfang der 1930er Jahre außerdem mit Chick Webb, Bingie Madison, Rex Stewart (1933) und Teddy Hill; 1935 mit Albert Nicholas und Bernard Addison in Adrian Rollinis Tap Room und kurz in Louis Metcalfs Big Band. Pinkett wirkte zwischen 1928 und 1935 bei 23 Aufnahmesitzungen mit, u. a. von King Oliver, Bubber Miley, Clarence Williams, James P. Johnson und The Little Ramblers mit.